# Wurfscheibenschießen

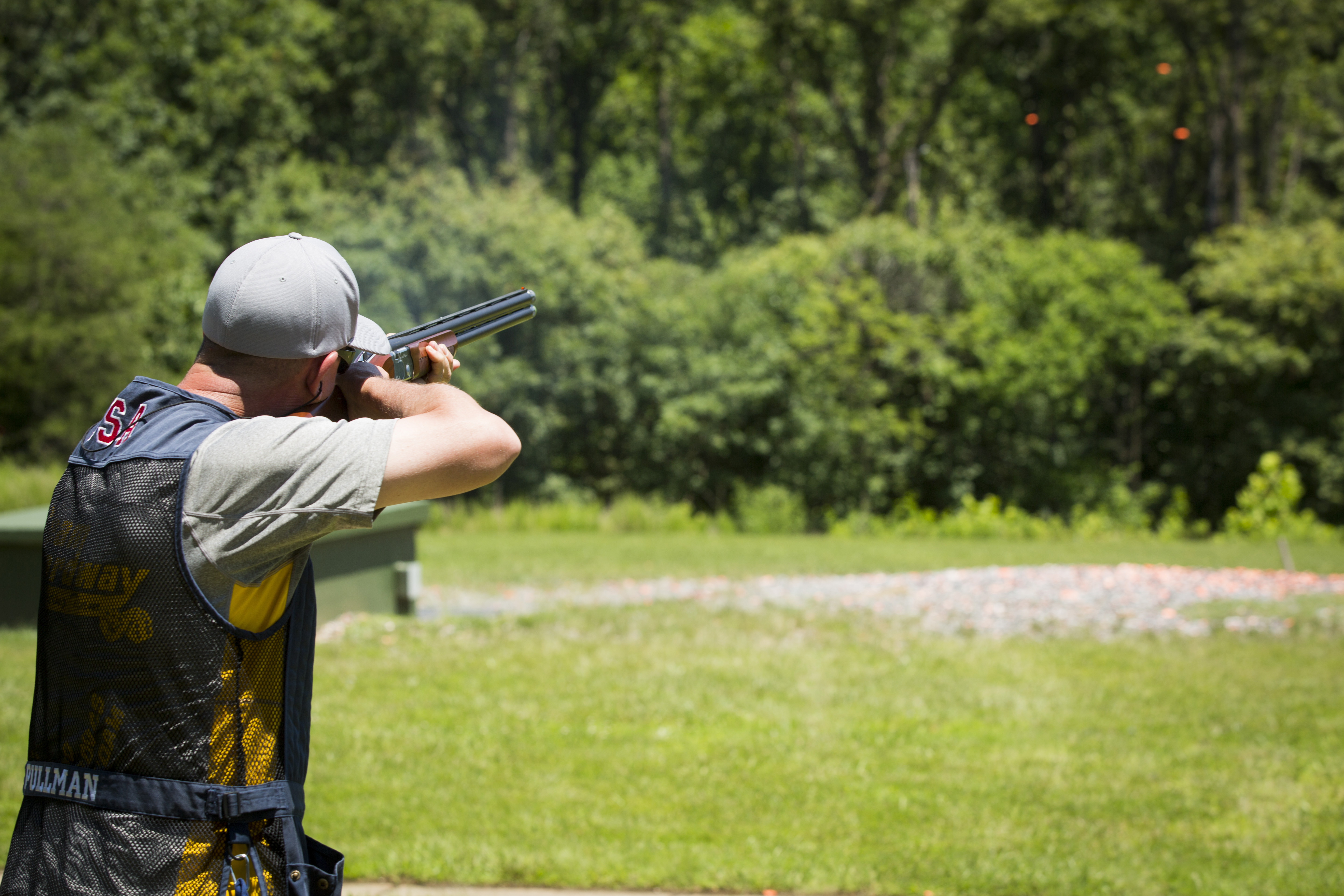
Trapschütze

Wurfscheibenschießen, Tontaubenschießen oder Wurftaubenschießen ist der Sammelbegriff für das Schießen mit Flinten und Schrotmunition auf Wurftauben. Es ist ein Präzisionssport.
Bei Olympischen Spielen werden die Disziplinen Trap und Skeet ausgetragen, wobei sich die beiden Disziplinen vor allem durch die Schießanlage unterscheiden. Beim Trap wird die Wurfscheibe von einem Punkt in variierende Richtungen abgeworfen, beim Skeet von zwei verschiedenen Punkten in fest vorgegebene Richtungen.

## Geschichte

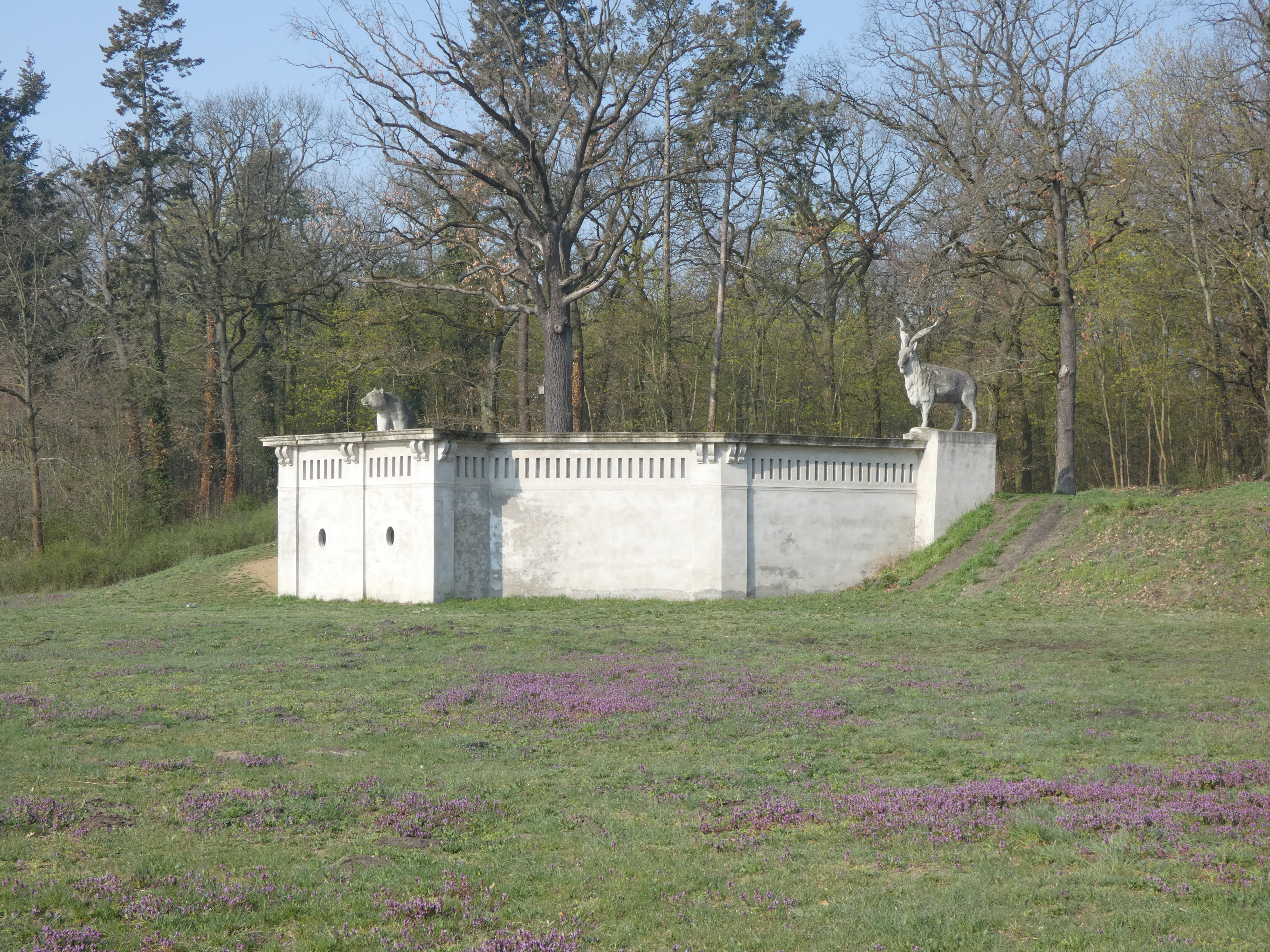
Tontaubenschießstand im Schlosspark Plaue; der älteste erhaltene der Welt

Das Wurfscheiben- oder Tontaubenschießen gibt es mindestens seit dem 19. Jahrhundert. Im Schlosspark Plaue befindet sich eine historische Anlage des Grafen Hans Adolf Erwein Max von Königsmarck, welche aus der Zeit um das Jahr 1900 stammt und die älteste erhaltene der Welt sein soll. Diese wurde mit überlebensgroßen Tierplastiken geschmückt.

## Disziplinen

### Jagdlich

#### Trap jagdlich

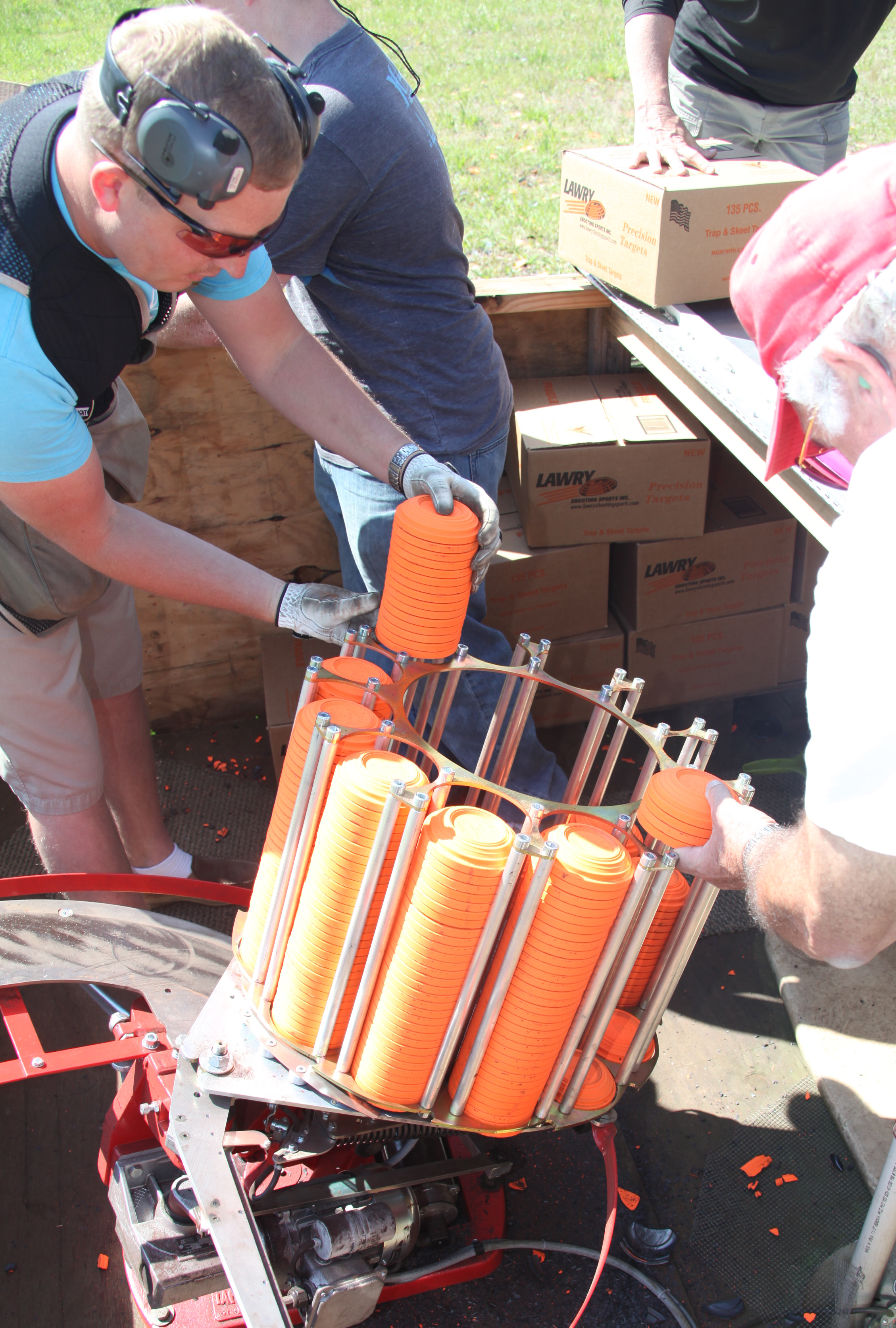
Bestücken einer Wurfmaschine mit Wurfscheiben (Tontauben)

Beim jagdlichen Trap beschießen die Schützen insgesamt 15 Wurfscheiben (in Österreich 25). Im Unterschied zum sportlichen Trap wird die Wurfscheibe mittlerweile auch in Deutschland mündlich abgerufen, nicht mehr durch sogenanntes Abwinken. Der Unterschied ist die Entfernung von der Bunkerkante und, dass beim Jagdtrap der Gewehrschaft am Beckenknochen angestellt wird, wobei sich die Mündung etwa in Augenhöhe befindet. Die Wurfrichtung der Scheiben ist – mit Ausnahme des Automaten (Turbulenzautomaten, die eine permanente Bewegung einer liegenden Acht beschreiben, so dass Winkel und Höhe der Wurfscheibe für den Schützen zufällig ist) – wie beim Sporttrap (s. u.) durch Schemen festgelegt, die vor dem Wettkampf ausgelost und eingestellt werden.
Beim jagdlichen Trap steht der Schütze 11 m (in Österreich 10 m) von der Wurfmaschine entfernt und es werden, wie auch im sportlichen Trap, drei Disziplinen geschossen: Automat (JFA), fünf Maschinen (JFU) und 15 Maschinen (JFO). Wettkämpfe werden in sogenannten Rotten geschossen, bestehend aus je sechs Schützen. Allgemein werden Flinten in den Kalibern 12, 16 und 20 verwendet, wobei sowohl Bock- als auch Querflinten eingesetzt werden. Die im Wettkampf maximal zulässige Schrotladung beträgt 24 Gramm pro Schuss bei einem Schrotdurchmesser von maximal 2,5 mm. Verwendet werden bis heute nahezu ausschließlich Bleischrote. Die Verwendung von Stahlschroten hat sich aus Sicherheitsgründen (gefährliche Abpraller durch das harte Material) nicht durchgesetzt. Die besten Gewehre sind Bockflinten mit Einabzug. Als Treffer wird gewertet, wenn die Schiedsrichter nach dem Schuss und während der Flugphase der Scheibe erkennen können, dass sich ein sichtbares Stück von der Scheibe löst.
Der Begriff Trap kommt aus dem Englischen (trap = Falle). Damit bezog man sich ursprünglich auf die Käfige, aus denen früher lebende Tauben zum Abschuss freigelassen wurden. Vor einigen Jahren wurde versucht, ohne Abruf der Taube (Scheibe) Jagdtrap zu schießen. Das hieß: Bei Ruhigstehen des Gewehrs musste die Tontaube innerhalb von drei Sekunden geworfen werden. Diese Art hat sich nicht durchgesetzt. Jagdliche Wettkämpfe werden in Österreich vom VJWÖ nach internationalen Regeln ausgerichtet.

#### Skeet
Der Begriff Skeet wurde wahrscheinlich aus dem altnordischen Wort skot (Schuss) abgeleitet.

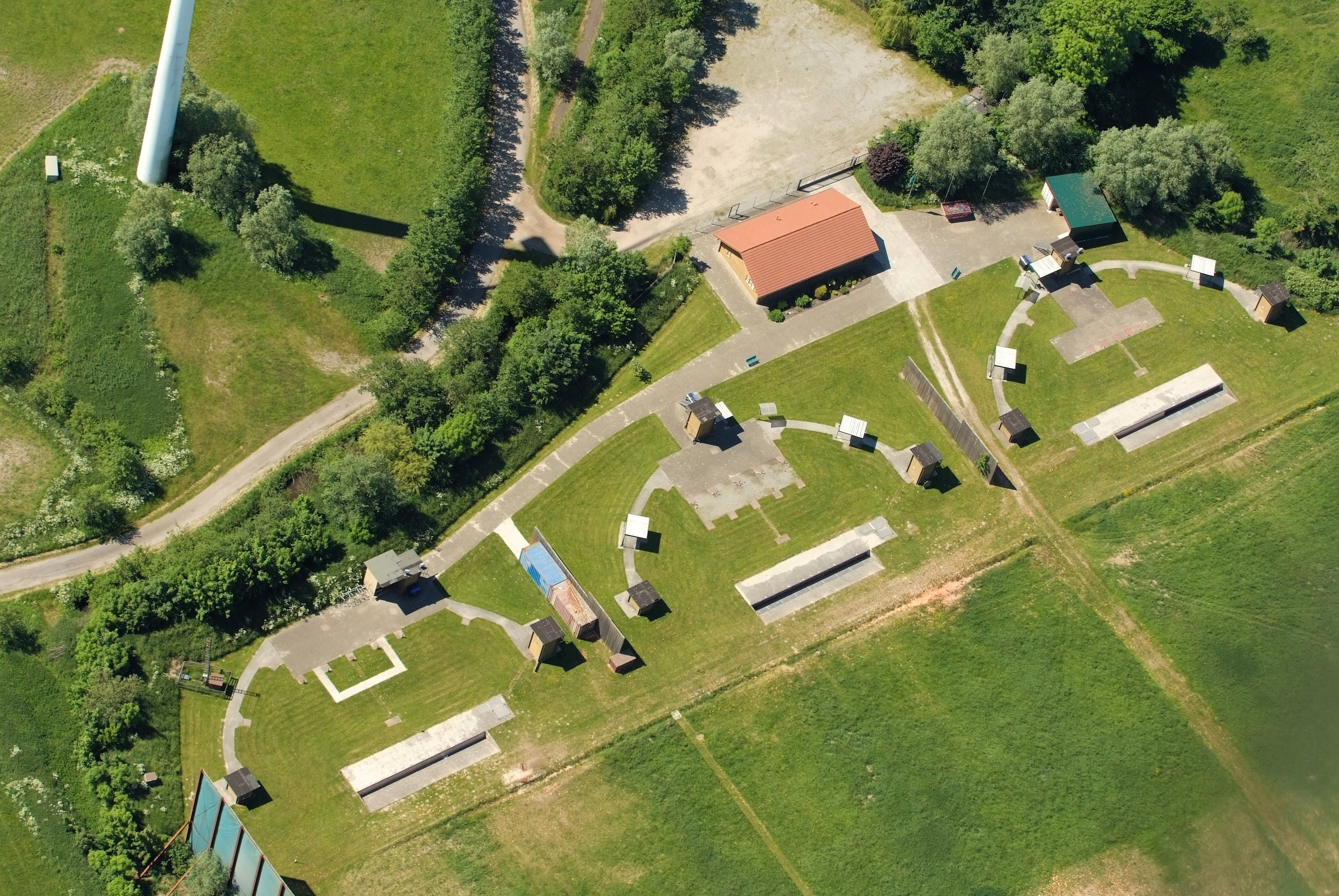
Luftbild einer Wurfscheiben-Schießanlage (2012)

Beim jagdlichen Skeet werden von den Ständen 1, 3, 4 und 5 jeweils einzelne Wurfscheiben von jeder Wurfmaschine beschossen. Von den Ständen 2, 6 und 7 wird eine Dublette beschossen und zusätzlich von Stand 7 eine einzelne Wurfscheibe. Bei den Dubletten werden beide Maschinen gleichzeitig ausgelöst. So kann der Jagdschütze maximal 15 Treffer erzielen, die mit je fünf Punkten bewertet werden. Bis Mitte 2018 rief der Schütze die Wurfscheibe lautlos durch ein sogenanntes Abwinken ab. Dabei musste die Waffe deutlich sichtbar vertikal einmal geschwenkt werden. Die individuellen Abrufbewegungen der Schützen unterschieden sich erheblich, was regelmäßig zu Irritationen und Beschwerden führte. Deshalb wird seit Mitte 2018 im jagdlichen Wettkampf die Wurfscheibe wie beim sportlichen Wettkampf durch Lautäußerung abgerufen. Eine Zeitverzögerung wie beim sportlichen Skeet existiert nicht. Mannschaften für Teamwettbewerbe bestehen in der Regel aus drei Schützen.
Allgemein werden Flinten in den Kalibern 12, 16, und 20 verwendet, wobei Bock- und Querflinten eingesetzt werden. Zum jagdlichen Wettkampf gehören außerdem noch die Disziplin jagdliches Trap sowie vier Kugeldisziplinen. Beim jagdlichen Wettkampf darf die Flinte zwischen Skeet und Trap nicht gewechselt werden. Wegen der oft kurzen Schussentfernungen beim Skeet werden daher meist sogenannte Streupatronen verwendet, bei denen in der Schrotladung (üblich 2,0 mm Korndurchmesser) ein Streukreuz enthalten ist, das für eine stärkere Auffächerung der Schrotgarbe sorgt. Die jagdlichen Wettkämpfe werden in Deutschland durch den Deutschen Jagdschutz-Verband organisiert.

#### Jagdparcours
Jagdparcours oder auch Sporting und Parcours de Chasse ist die hohe Kunst des Flintenschießens.
Bei dieser Disziplin des Wurfscheibenschießens handelt es sich um die Simulation der Jagd auf Niederwild. Sie unterscheidet sich von Skeet und Trap vor allem dadurch, dass es keine vorgegebenen Standorte der Wurfscheibenmaschinen oder der Flugbahnen gibt.
Jeder Schütze schießt auf eine festgelegte Anzahl von einzelnen Wurfscheiben (Einzeltaube) sowie eine oder mehrere Dubletten. Bei internationalen Wettkämpfen werden häufig von einem Standpunkt aus drei Einzeltauben und eine Dublette, welche sich aus diesen zusammensetzt, beschossen.
Folgende Arten von Dubletten sind möglich:
- Auf Schuss: Wenn der Schuss auf die erste Wurfscheibe gefallen ist, wird die zweite gestartet.
- Simultan: Beide Wurfscheiben werden gleichzeitig gestartet.
- Raffahle: Aus einer Maschine werden direkt hintereinander zwei Wurfscheiben gestartet.

Eine Wurfscheibe gilt als getroffen, wenn sich von ihr sichtbare Splitter lösen. Einzeltauben können vom Schützen zweimal beschossen werden. Für die Ergebnisfindung ist es unerheblich, ob die Wurfscheibe mit dem ersten oder dem zweiten Schuss getroffen wird.
Im Gegensatz zu vielen anderen Disziplinen kann der Schütze auch bei den Dubletten weitestgehend wählen, welche Wurfscheibe er beschießt. Hat er beispielsweise die erste Wurfscheibe mit dem ersten Schuss verfehlt, so kann er sie erneut beschießen. Ebenfalls werden die Bauerndubletten (beide Wurfscheiben der Dublette werden mit nur einem Schuss getroffen) als Treffer gewertet.
Anders als beim Trap muss der Schütze die Flinte im so genannten Jagdanschlag halten. Der Schaft wird dabei in einem bestimmten Mindestabstand unterhalb der Schulter gehalten. Erst wenn der Schütze die Wurfscheibe abgerufen hat und diese sichtbar ist, darf richtig angeschlagen werden.
Nach dem mündlichen Abruf durch den Schützen können eine bis drei Sekunden vergehen, bevor die Wurfscheibe sichtbar wird.
Beschossen werden sämtliche Arten von Wurfscheiben (Standard, Midi, Mini, Segeltaube (Battue), Rollhase und Rocket). Hat die Wurfscheibe eine parabolartige Flugbahn und befindet sich dabei in einer vertikalen Lage, so wird sie häufig als Parabol oder Looper bezeichnet und eine sehr steil steigende Wurfscheibe wird oft Teal oder Candle (Kerze) genannt.
Allgemein sind beim Jagdparcours Flinten in den Kalibern 12, 16, 20, 28 und .410 erlaubt.
In Deutschland werden die nationalen Wettkämpfe nach F.I.T.A.S.C.-Regelwerk seit 2016 durch den DSB (Deutscher Schützenbund) ausgerichtet. Vor 2016 war national der TIRO dafür zuständig. Internationale Wettkämpfe, insbesondere die kontinentalen und die Weltmeisterschaften, veranstaltet die Fédération Internationale de Tir aux Armes Sportives de Chasse (F.I.T.A.S.C.) selbst.

#### Helices
Der Schießsport auf ZZ- oder Helices-Wurfscheiben wird in Deutschland auch als Elektrotauben bezeichnet, ist jedoch nicht sehr bekannt und auch nicht verbreitet. Diese Disziplin ist die Simulation des in einigen Ländern immer noch verbreiteten Lebendtaubenschießens.
Beim Elektrotauben-Schießen werden zwölf Tauben aus einer Entfernung von 21 m beschossen. Nach 12 geschossenen Tauben sind die zehn besten Schützen für das Finale über weitere fünf Tauben qualifiziert. Bei gleicher Trefferzahl können mehr als zehn Schützen das Finale erreichen. Die Mannschafts-, Junioren-, Senioren- und Damenwertung endet ebenso mit der zwölften Taube. In diesen Wertungen wird bei Treffergleichheit nach der 12-ten Taube durch Stechen entschieden.
Die Elektrotaube hat einen Durchmesser von 104 mm und wiegt maximal 35 Gramm. Die beiden gegenüberliegenden Flügel müssen 28 cm lang sein. Das Gesamtgewicht der Wurfscheibe darf höchstens 70 g betragen. Erlaubt sind Flinten mit einem Kaliber von höchstens zwölf mit einer Schrotladung von höchstens 36 g.
Die Wurfscheibe wird vom Schützen zweimal abgerufen: Nachdem der Schütze den Ladevorgang seiner Waffe abgeschlossen hat, signalisiert er durch den Ausruf Ready dem Bedienpersonal der Maschine seine Bereitschaft. Der Bediener quittiert dieses ebenfalls mit dem Ausruf Ready. Nun ruft der Schütze die Wurfscheibe mit Pull ab. Wird die Wurfscheibe geworfen, bevor der Schütze sie mit Pull abgerufen hat, so kann er durch die Nichtabgabe des Schusses eine neue Wurfscheibe verlangen. Beschießt er hingegen die Wurfscheibe, so wird das Ergebnis gewertet. Verlässt die Wurfscheibe einen vorgegebenen abgesteckten Bereich, ohne dass der Schütze sie getroffen hat, so wird ein Fehler notiert.
Wettkämpfe werden in einem Knock-Out-System durchgeführt, wobei für diejenigen Schützen, die die Wurfscheiben getroffen haben, der Abstand zur Wurfmaschine von 21 m in 3-m-Schritten erhöht wird. Die Anzahl der Wurfscheiben einer Serie ist dabei abhängig von der Anzahl der vorhandenen Maschinen:
| Maschinen | Wurfscheiben |
| --------- | ------------ |
| 5         | 2            |
| 7         | 3            |
| 9         | 5            |

Neben dem eigentlichen Schießen gehört zu dieser Disziplin das Wetten.

#### Compak-Sporting
Compak-Sporting, in den USA NSCA 5 Stand, ist eine vereinfachte Variation des Jagdparcours, die entwickelt wurde, um auf räumlich begrenzten Schießständen jagdnahe Wurfscheiben beschießen zu können.
Beschossen werden alle Wurfscheibenarten. Erlaubt sind Flinten der Kaliber 12, 16, 20, 28 und .410, wobei die Schrotladung 28 g nicht überschreiten darf. Eine Rotte besteht aus 4 Schützen, die in Käfigen nebeneinander stehen. Wie beim Trap schießen die Schützen jeweils eine Wurfscheibe. Auf den Positionen 1 bis 3 werden jeweils 4 einzelne Wurfscheiben und eine Dublette beschossen, auf der 4. Position sind es 5 einzelne Wurfscheiben und eine Dublette; eine Serie besteht aus 25 Wurfscheiben. Bei den einzelnen Wurfscheiben kann der Schütze maximal zwei Schüsse abgegeben, wobei es für die Wertung unerheblich ist, ob die Wurfscheibe mit dem ersten oder zweiten Schuss getroffen wird. Folgende Arten von Dubletten sind möglich:
- Auf Schuss: Wenn der Schuss auf die erste Wurfscheibe gefallen ist, wird die zweite gestartet.
- Simultan: Beide Wurfscheiben werden gleichzeitig gestartet.
- Raffahle: Aus einer Maschine werden direkt hintereinander zwei Wurfscheiben gestartet.

Wenn alle Schützen die Wurfscheiben einer Position beschossen haben, findet der Wechsel der Positionen im Gegensatz zum Trap entgegen dem Uhrzeigersinn statt.
Nach dem vokalen Abruf durch den Schützen können eine bis drei Sekunden vergehen, bevor die Wurfscheibe sichtbar wird.
In Deutschland werden die nationalen Wettkämpfe durch den TIRO Deutscher Verband für Jagdparcoursschießen der F.I.T.A.S.C. e. V. ausgerichtet; die internationalen Wettkämpfe, insbesondere die kontinentalen und die Weltmeisterschaften, werden von der Fédération Internationale de Tir aux Armes Sportives de Chasse (F.I.T.A.S.C.) veranstaltet. Die Wettkämpfe werden üblicherweise über 100 oder 200 Wurfscheiben ausgetragen.

### Sportlich

#### Trap
Trap oder Trapschießen ist seit 1900 eine olympische Disziplin. Dabei wird in Serien von jeweils 25 Wurfscheiben mit 24-g-Schrotpatronen auf weiße, gelbe, orange oder schwarze Wurfscheiben geschossen. Die Stände, von denen geschossen wird, liegen nebeneinander im Abstand von 3 Metern und befinden sich auf einer Linie, die parallel in einem Abstand von 15 Metern hinter der oberen Kante eines Bunkers verläuft, in dem 15 Wurfmaschinen in Gruppen von je drei montiert sind. Die Linie, die durch die Achse dieser mittleren Trapmaschine und durch die Mitte des dahinterliegenden Schützenstandes verläuft, bildet mit der Bunkerkante einen rechten Winkel (90°). Von jeder der fünf Maschinengruppen werden zwei nach links und zwei nach rechts sowie eine gerade oder fast gerade Wurfscheibe abgeworfen. Die Einstellung der 15 Wurfmaschinen erfolgt anhand von insgesamt neun Wurfschemata, wobei pro Wettkampf über 125 Wurfscheiben entweder zwei oder drei davon zur Maschineneinstellung vorher ausgelost werden. Wenn auf großen Trapschießständen fünf Bunker zur Verfügung stehen, dann können selbstverständlich auch fünf von den neun Schemata ausgelost werden, nach denen die Maschinen dann für den Wettkampf eingestellt werden. Während der dem Wettkampf vorangehenden Trainingstage (offiziell max. 2) werden die dabei verwendeten Schemata vor der Auswahl der Wettkampfschemata herausgenommen.
Der zum Schießen an die Reihe kommende Schütze löst durch Abruf elektroakustisch das Abwerfen einer Scheibe aus. Danach wartet er, bis der rechts von ihm stehende Schütze „seine Scheibe“ abgerufen und beschossen hat, um sich dann selbst auf diesen nächsten Stand zu begeben. Nachdem jeder Schütze 25 Wurfscheiben beschossen hat (jeweils 5 pro Stand 1 bis 5), ist diese Serie beendet. Die Wurfscheiben erreichen beim Abwurf eine Geschwindigkeit von bis zu 70 km/h.
Die Teilnehmer absolvieren ihren Wettkampf in sogenannten Rotten, bestehend aus je 6 Schützen. Mannschaften in Teamwettbewerben bestehen aus je drei Schützen.
Beim „sportlichen Trap“ werden die Scheiben vom Schützen mündlich abgerufen; geschossen wird (im Gegensatz zum jagdlichen Anschlag) im Voranschlag, das bedeutet, der Schaft der Waffe liegt beim Abruf bereits an der Schulter des Schützen und die Wange auf dem Schaftrücken. Dabei wird die Wange, um einen guten Kontakt mit der Flinte herzustellen, fest auf den Schaftrücken gepresst.
Gegenüber dem Jagdlichen Trapschießen ist also beim Olympischen Trapschießen die Distanz des Schützen zur Abwurfeinrichtung größer (+ 5 m in Österreich, in Deutschland + 4 m). Die Scheiben fliegen darüber hinaus weiter und sind daher auch schneller. Als Treffer wird gewertet, wenn der Schiedsrichter nach dem Schuss erkennen kann, dass sich ein „sichtbares Stück“ von der Scheibe gelöst hat.
Verwendet werden bis heute nahezu ausschließlich Bleischrote mit einem maximalen Durchmesser von 2,5 mm. Die Verwendung von Stahlschroten hat sich aus Sicherheitsgründen (gefährliche Abpraller durch das harte Material) nicht durchgesetzt.
Der Begriff Trap kommt aus dem englischen Trap = Falle. Damit bezog man sich ursprünglich auf die Käfige, aus denen früher lebende Tauben zum Abschuss freigelassen wurden.

#### Doppeltrap
Doppeltrap war eine olympische Disziplin, die im Jahr 1988 international eingeführt und 1996 olympische Disziplin wurde. Seit 2020 ist Doppeltrap keine olympische Disziplin mehr.
Obwohl mit Flinten der Kaliber 12, 16 oder 20 auf die Wurfscheiben geschossen werden kann, kommen praktisch nur Bockflinten des Kalibers 12 bei dieser Disziplin zum Einsatz. Es wird auf jeweils zwei Wurfscheiben (also eine Dublette) geschossen, die von zwei starren Wurfmaschinen geworfen werden. Die Maschinen sind fest eingestellt und unterscheiden sich in Wurfwinkel und Höhe (Maschine 7: 0 bis 5 Grad links; Höhe: 3 m, Maschine 8: 0 Grad; 3,5 m, Maschine 9: 0 bis 5 Grad rechts, 3 m). Das Schrotgewicht ist nicht schwerer als 24 g. Nach jeder Dublette wechselt, wie beim Trap, der Schütze den Stand. Geschossen wird von fünf Ständen. Ein Wettkampf geht über 150 Wurfscheiben, die in drei Durchgänge mit jeweils 25 Dubletten eingeteilt sind. Bei jedem Durchgang werden die Dubletten von zwei unterschiedlichen Maschinen geworfen (Programm 1: Maschine 7 + 8, Programm 2: Maschine 8 + 9, Programm 3: Maschine 7 + 9). Ein Finale der besten 6 Schützen wird bei allen ISSF-Wettkämpfen und Meisterschaften geschossen.
Neu ab 1. Januar 2004: Abruf mit Timer: Nach Abruf erfolgt der Abwurf der Wurfscheiben mit einer Verzögerung von 0 bis 1 Sekunde (Timer mit Zufallsgenerator).
Die sportlichen Wettkämpfe werden in Deutschland durch den Deutschen Schützenbund organisiert.
Die Disziplin „Doppeltrap Damen“ wurde für die Olympischen Spiele 2008 in Peking wieder aus dem Wettkampfprogramm genommen.
Die Disziplin „Doppeltrap Herren“ gehört seit den Olympischen Spielen 2020 in Tokio ebenfalls nicht mehr zum Wettkampfprogramm.

#### Skeet
Beim sportlichen Skeet wird eine Serie von 25 Wurfscheiben beschossen. Der Schütze darf dabei im Gegensatz zum jagdlichen Skeet jeweils nur einen Schuss auf die Wurfscheibe abgeben, wobei die Schrotladung maximal 24 g betragen darf.
Seit 1. Januar 2013 hat der Weltverband ISSF ein neues bzw. geändertes Programm festgelegt:
Auf den Positionen 1,2,3 werden eine Wurfscheibe aus dem Hochhaus sowie eine Dublette beschossen. Die Dublette ist in folgender Reihenfolge zu beschießen: Hochhaus-Niederhaus. Auf Position 4 werden zunächst nur Einzelscheiben beschossen, zuerst Hochhaus, dann Niederhaus. Dabei ist darauf zu achten, dass der Schütze seine Waffe mit zwei Patronen lädt, nur aber einen Schuss abgeben darf. Nach Beschuss der Hochhausscheibe, wird die Waffe abgesetzt jedoch nicht gebrochen. Die Waffe verbleibt in Richtung Schussfeld gehalten und der Schütze positioniert sich um, damit er nun die Niederhausscheibe abrufen und mit dem zweiten verbliebenen Schuss beschießen kann. Auf Positionen 5 und 6 werden wieder drei Scheiben beschossen. Zunächst eine einzelne Niederhausscheibe, gefolgt von einer Dublette. Die Dublette ist jetzt jedoch in umgekehrter Reihenfolge zu beschießen: Niederhaus-Hochhaus. Auf Position 7 wird nur eine Dublette beschossen, wieder in der Reihenfolge Niederhaus-Hochhaus. Wurde Stand 7 absolviert, kehrt der Schütze auf Stand 4 zurück und muss dort zwei Dubletten beschießen. Zuerst in der Reihenfolge Hochhaus-Niederhaus und dann eine Dublette in der Reihenfolge Niederhaus-Hochhaus. Zuletzt wird auf Stand 8 zuerst eine einzelne Hochhausscheibe beschossen, gefolgt von einer einzelnen Niederhausscheibe.
- Stand 1: Hochhaus + Dublette
- Stand 2: Hochhaus + Dublette
- Stand 3: Hochhaus + Dublette
- Stand 4: Hochhaus + Niederhaus
- Stand 5: Niederhaus + Dublette
- Stand 6: Niederhaus + Dublette
- Stand 7: Dublette
- Stand 4: Dublette (Hochhaus-Niederhaus) + Dublette (Niederhaus-Hochhaus)
- Stand 8: Hochhaus + Niederhaus

Der Schütze ruft die Scheiben ab; nach dem Abruf dürfen zwischen 0 und 3 Sekunden verstreichen, bevor die Wurfscheibe sichtbar ist (zufallsgesteuerter Timer).
Im Wettkampf besteht die sogenannte Rotte in der Regel aus sechs Schützen. Olympische wie viele andere nationale und internationale Wettbewerbe werden bei den Herren über 125 Wurfscheiben (fünf Qualifikationsrunden) und eine Finalrunde ausgetragen. In das Finale kommen die sechs besten Schützen der Qualifikation. Die Damen trugen internationale Wettkämpfe bis ca. 2018 über 75 Wurfscheiben aus, seit dem schießen Damen und Herren wieder identische Wettkämpfe.
Bei Treffergleichheit wird ein Stechen geschossen (sog. Shoot-Off). Dieses wird seit 2005 nur noch auf Station 4 ausgetragen, wobei die Schützen Dubletten schießen, bis ein Schütze eine Scheibe verfehlt (und sein Kontrahent diese trifft).
Das anschließende Finale wird von den besten sechs Schützen bestritten, die in der Reihenfolge der Platzierung starten. Der Schütze mit dem besten Ergebnis aus den fünf Vorrunden schießt als erster. Geschossen wird über insgesamt 60 Scheiben, aber schon nach 20 Scheiben wird das Resultat das erste Mal ausgewertet und der Schütze mit dem schlechtesten Ergebnis scheidet aus. Für das Ausscheiden ist die Reihenfolge der Platzierung mitentscheidend: Sind zwei Schützen treffergleich auf dem letzten Platz, scheidet der Schütze mit der schlechteren Platzierung aus. Danach scheidet nach jeweils weiteren zehn Scheiben ein Schütze aus, bis nach 50 Scheiben nur noch zwei Schützen übrig sind, die um Silber und Gold kämpfen. Für das Finale werden die Platten 3, 4 und 5 verwendet und nur im Finale werden auch Reversedubletten (Dublette, bei der die weiter entfernte Scheibe zuerst beschossen wird) geschossen. Die Reihenfolge für die ersten 20 Scheiben und bis zum Ausscheiden des ersten Schützen lautet wie folgt:
- Stand 3: Dublette + Reversdublette
- Stand 4: Hochhausdublette
- Stand 5: Dublette + Reversdublette

- Stand 3: Dublette + Reversdublette
- Stand 4: Niederhausdublette
- Stand 5: Dublette + Reversdublette

Für die nächsten 20 Scheiben wiederholt sich die Reihenfolge, nur dass jeweils nach Stand 5 ein Schütze ausscheidet. Die letzten 20 Scheiben verteilen dann die Medaillenplätze. In Fernseh- und auch Internetübertragungen sieht man meistens nur die Finals der besten sechs Schützen und nicht die Vorfinalrunden über 125 Scheiben aller Schützen. Zur besseren Verfolgung des Geschehens am Fernseher oder Monitor (und auch für die Zuschauer vor Ort) werden für das Finale häufig Flashscheiben verwendet. Das sind mit einer Farbpulverfüllung versehene Scheiben, die beim Zerplatzen farbige – meistens rote oder pinke – Farbwolken in der Luft hinterlassen. Ohne diese Hilfe wäre Skeet für Fernsehübertragungen vollends ungeeignet, weil die Scheiben so klein und schnell sind, dass sie nur sehr schwer auf dem Bildschirm auszumachen sind.
Die sportlichen Wettkämpfe werden in Deutschland durch den Deutschen Schützenbund (DSB) organisiert.

## Anlagen und Geräte

### Am Schützen
Der Flintenschütze benutzt zur Abgabe seines Schrotschusses eine Flinte.
Bei den Disziplinen Compak-Sporting und Jagdparcours sind eine Brille sowie der Gehörschutz obligatorisch. Es wird aber allgemein empfohlen, diese Schutzmaßnahmen sowie eine Kopfbedeckung zu tragen.

### Wurfmaschine

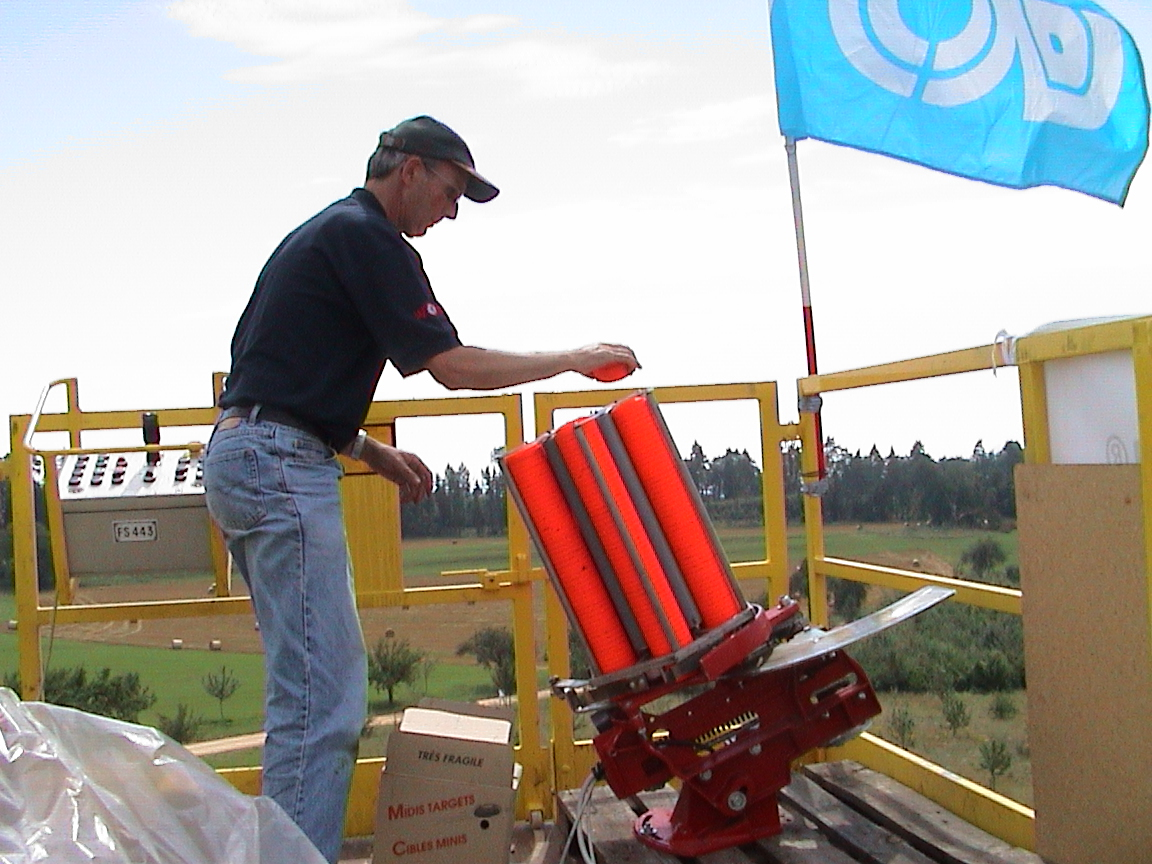
Wurfscheibenmaschine

Bei den Wurfmaschinen handelt es sich um federgeladene Maschinen, die speziell dafür konstruiert sind, die verschiedenen Wurfscheibenarten bis zu 100 m weit zu werfen.
Sie können vom einfachen, per Hand gespannten und von Hand ausgelösten Typ sein. Meistens sind es aber vollautomatische, elektrisch betriebene, auf Knopfdruck, auch funkgesteuert oder akustisch durch die Stimme des Schützen ausgelöste Anlagen. Die Magazine können bis zu 400 Wurfscheiben laden.

### Wurfscheibe

#### Standard
Gemäß Reglement des Internationalen Schießsport Verbandes (ISSF) hat sie in allen Disziplinen einen Durchmesser von 110 mm, eine Höhe von 25 mm und ein Gewicht von 105 g. Die Farbe der gewölbten Scheibe oder die Bemalung der Oberseite kann schwarz, weiß, gelb oder orange sein. In speziellen Fällen, wie z. B. einem Halbfinale und Finale und/oder Fernsehübertragungen sind die Wurfscheiben mit Farbpulver versehen, sogenannte Flash-Tauben, wodurch bei einem Treffer eine sichtbare Farbwolke in der Luft entsteht.
In den Disziplinen Skeet und Trap sind die Abwurfwinkel und die Wurfweiten genormt.

#### Midi und Mini
Diese beiden Varianten gleichen der Standardwurfscheibe proportional. Die Midi hat jedoch lediglich einen Durchmesser von 90 mm, die Mini sogar nur von 60 mm. Diese Tauben werden in Indoor-Anlagen und bei den verschiedenen Disziplinen des Jagdparcours verwendet.

#### Rollhase, Rocket
Eine Wurfscheibe, die für den Einsatz in einer Rollhasenmaschine vorgesehen ist, verfügt über einen besonders verstärkten Außenrand. Ihr Durchmesser entspricht mit 110 mm dem einer Standardwurfscheibe. Dabei wird die Scheibe nicht wie beim Scheibenschießen in die Luft katapultiert, sondern über den „Acker“ gerollt, so dass für den angehenden Jäger die Bewegung eines fliehenden Hasen nachgeahmt wird.
Die Rocket-Version rollt nicht, sondern wird wie eine Standardwurfscheibe in horizontaler Neigung geworfen.

#### Segel (Battue)
Eine so genannte Segel- oder Battuetaube hat einen Durchmesser von 100 mm, jedoch lediglich eine Höhe von 10 mm. Die Flugbahn ist allgemein radial und von hoher Geschwindigkeit geprägt.

### Schießstand

#### Trap

##### Jagdlich
Der jagdliche Trapstand besteht aus einem Bunker, der sich ca. einen Meter unterhalb und elf Meter vor den fünf in einem leichten Halbkreis angeordneten Schützenpositionen befindet. Die Schützen wechseln dreimal von Stand zu Stand nach jeder geschossenen Tontaube. In diesem Bunker befinden sich drei sogenannte Turbulenzautomaten, also Wurfmaschinen, die durch eine Mechanik horizontal und vertikal bewegt werden, sodass die Flugrichtung der Wurfscheibe nicht vorhersehbar ist.

##### Sportlich
Im Gegensatz zum jagdlichen Trapstand befinden sich die fünf Positionen der Schützen nebeneinander in einem Abstand von 15 Metern hinter dem Bunker. Jedem Stand sind dabei drei Wurfmaschinen zugeordnet, weshalb die Anlagen häufig auch als 15-Maschinen-Stand, 15-Maschinen- oder Olympischer Graben bezeichnet werden.
In der Regel verfügen die Anlagen über akustische Abrufsysteme.
In Deutschland bestehen an folgenden Standorten 15-Maschinen-Stände:
- Olympia-Schießanlage München-Hochbrück (5 Stände)
- Suhl – Friedberg (3 Stände)
- Wiesbaden (3 Stände)
- Frankfurt/Oder (2 Stände)
- Bad Abbach – Bockenberg
- Hörabach
- Selbitz Wacholderbusch
- Herrieden
- Drügendorf
- Neumarkt – Grünberg
- Thannhausen
- Sindelfingen
- Arolsen
- Heiligendamm
- Grimmen
- Großdobritz (bei Meißen)
- Aschaffenburg (1 Stand)
- Schießsport Arena Aga  (bei Gera)
- Ballenstedt (2 Stände)
- Konstanz

#### Skeet

Schematischer Aufbau eines Skeetstandes

Eine Schießanlage für die Disziplin Skeet besitzt den schematischen Aufbau der nebenstehenden Abbildung. Ein Schütze beschießt Wurfscheiben auf den Ständen 1 bis 8 (sportlich) oder 1 bis 7 (jagdlich). Die Wurfscheiben werden von zwei getrennten Maschinen geworfen.
Die aus der Sicht des Schützen linke Maschine befindet sich in einem Haus. Dieses Haus wird Hochhaus genannt, da sich die darin befindliche Wurfmaschine etwa 3 Meter über dem Boden befindet. Das aus der Sicht des Schützen rechte Haus hingegen wird mit Niederhaus bezeichnet. Die Wurfmaschine ist dort in einer Höhe von etwa 1 m angeordnet. Die Bezeichnungen Pull für das Hochhaus und Mark für das Niederhaus sind veraltet und finden kaum noch Verwendung. In der obigen Abbildung bezeichnet A das Hochhaus und B das Niederhaus.
Die Wurfrichtungen der Scheiben sind fest vorgegeben und kreuzen sich in einem Punkt, dem Zielkreuzungspunkt (ZP). Die Stände 1 bis 7 sind in gleichen Abständen entlang eines Kreisausschnittes angeordnet. Der Mittelpunkt dieses Kreises befindet sich im Punkt ZP und dessen Radius ist r. Die Linie zwischen den Ständen 1 und 7 wird als Grundlinie bezeichnet. Die Länge dieser Grundlinie ist d. In der Linienmitte befindet sich der Mittelpunkt der Station 8. Dieser Mittelpunkt befindet sich in einer Entfernung h vom Zielkreuzungspunkt ZP.
Die Stände 1 bis 7 sind quadratisch mit einer Seitenlänge hs. Stand 8 besteht aus der Aneinanderreihung von zwei normalen Ständen. Stand 8 ist daher rechteckig mit einer Seitenhöhe von hs und einer Seitenbreite von 2 * hs. Der Abstand zwischen den beiden Häusern auf der Grundlinie ist d + 2 *hs, da sich das Hoch- bzw. das Niederhaus nahtlos zur linken oder rechten an die Stände 1 bzw. 7 anschließen muss.
Die Flugweite der Wurfscheiben ist vorgeschrieben und beträgt zwischen 68 m ±1 m für sportliches Schießen und 60 m bis 65 m für jagdliches Schießen. Je nach Disziplin oder Gelände werden optional sogenannte Begrenzungsmarken zur optischen Kontrolle aufgestellt. Diese Marken befinden sich in gewissen Abständen auf der gedachten Flugbahn am Boden. Die Abstände werden von der Auswurfluke des Hoch- bzw. des Niederhauses aus gemessen. Die Schussmarke wird im Abstand δs aufgestellt und zeigt an, wie weit die Scheibe sinnvollerweise beschossen werden kann. Die Zielbegrenzungsmarke zeigt an, wie weit die Wurfscheibe fliegen muss. Der Abstand dieser Marke zu den Auswurfluken ist δt.
In der obigen Abbildung nicht eingezeichnet ist die weitere Vorgabe, dass sich die Wurfbahnen senkrecht über dem Zielkreuzungspunkt ZP kreuzen müssen. Hierzu wird ein Ring mit Radius rg senkrecht über dem ZP aufgespannt. Der Mittelpunkt dieses Ringes befindet sich in der Höhe hg. Verlaufen beide Wurfbahnen durch diesen Ring, dann ist die Bedingung des Sich-Kreuzens erfüllt.
Die folgende Tabelle gibt eine Übersicht über die international üblichen Abmessungen
| Bezeichner | Anglo-amerikanisch | Metrisch  | Bezeichner | Anglo-amerikanisch | Metrisch |
| ---------- | ------------------ | --------- | ---------- | ------------------ | -------- |
| r          | 21yd               | 19.2024 m | hA         | 10′                | 3.0480 m |
| d          | 120′ 9″            | 36.8046 m | hB         | 3 ½′               | 1.0668 m |
| δs         | 44yd               | 40.2336 m | h1         | 30″                | 0.7620 m |
| δt         | 60yd               | 54.8640 m | h          | 18′                | 5.4864 m |
| Δw         | 26′ 8 3/8″         | 8.1375 m  | hs         | 1 yd               | 0.9144 m |
| rg         | 3′ 1.4016″         | 0.475 m   | hg         | 14.764′            | 4.5000 m |

#### Jagdparcours
Die räumlichen Voraussetzungen an eine Schießanlage für Jagdparcours sind sehr groß. Bedingt durch die nicht standardisierten Flugbahnen der Wurfscheiben werden für die einzelnen Positionen der Schützen große Sicherheitsbereiche benötigt. Die Zahl der vorhandenen Schießanlagen, die auch für größere Wettkämpfe geeignet sind, ist deshalb in Europa sehr begrenzt.
Nach den internationalen Regeln soll jede Wurfscheibe durch die Schützen in einer Entfernung von höchstens 40 m beschießbar sein; handelt es sich dabei jedoch um eine herankommende Wurfscheibe, kann der Standort der Maschine durchaus 70 und mehr Meter vom Schützen entfernt sein.

#### Compak-Sporting
Compak-Sporting wurde entwickelt, um eine Form des Jagdparcours auf Schießanlagen ausüben zu können, die nicht den räumlichen Anforderungen eines Jagdparcoursstandes gerecht werden können. Stattdessen werden die Möglichkeiten vorhandener, möglichst kombinierter Skeet- und Trapstände ausgenutzt. Zusätzlich werden Spezialmaschinen wie beispielsweise eine Rollhasen- oder eine Tealmaschine installiert.
Die Schützen stehen in fünf nebeneinander aufgestellten Schutzkäfigen, die bewirken, dass aus Gründen der Sicherheit die Flinte nur eingeschränkt nach rechts, links und oben bewegt werden kann.

#### Helices
Die Ansprüche an eine Schießanlage für Helices sind hoch. Der Stand muss grundsätzlich nördlich oder nordöstlich ausgerichtet sein. Dabei muss eine der 22 Wurfscheibenmaschinen in der Verlängerung dieser Achse aufgestellt sein. Für die Aufstellung der übrigen 21 Maschinen existieren ebenfalls detaillierte Vorschriften. Der Stand muss in Schussrichtung durch eine Mauer von 60 bis 80 cm Höhe begrenzt sein, wobei der Abstand zwischen der Mauer und den Maschinen maximal 21 m betragen darf.

## Weitere Begriffsbedeutung
Tontaubenschießen wird als zynisch gefärbter Begriff auch für die Beschreibung eines einseitigen Gefechts verwendet, bei dem eine Seite aufgrund technischer und/oder zahlenmäßiger Überlegenheit dem Gegner enorme Verluste beibringt, ohne dabei selbst nennenswerte Verluste zu erleiden. Insbesondere ist dieser Begriff im Luftkampf gebräuchlich, wird aber auch auf Bodengefechte angewandt, an denen vor allem Fahrzeuge beteiligt sind. Auch im Ballsport werden extreme Niederlagen mit einer außergewöhnlich hohen Trefferdifferenz gelegentlich als Tontaubenschießen verspottet.

## Personen
- Konrad Wirnhier (1937–2002), Olympiasieger 1972, Skeet
- Michael Buchheim (* 1949), Olympiadritter 1972, Skeet
- Axel Wegner (* 1963), Olympiasieger 1988, Skeet
- Zhang Shan  (* 1968), Olympiasiegerin 1992, Skeet (erste Olympiasiegerin. Im Anschluss an Zhangs Olympiasieg wurden Frauen aus dem damals noch gemischten olympischen Skeet-Wettbewerb ausgeschlossen, ein eigenständiger Wettbewerb für Frauen wurde erst 2000 eingerichtet.)
- Christine Brinker (* 1981), Olympiadritte 2008, Skeet

## Verbände
Bedeutsame internationale Verbände sind die International Shooting Sport Federation und die Fédération Internationale de Tir aux Armes Sportives de Chasse.

### Regelwerke & Informationen
- ISSF-Reglement (englisch)
- Bodenbelastungen auf Schießplätzen (PDF-Datei; 516 kB)

### Verbände

#### Welt
- International Shooting Sport Federation
- Fédération Internationale de Tir aux Armes Sportives de Chasse

#### Deutschland
- Wurftauben-Veranstaltungen
- Bund Deutscher Sportschützen 1975 e. V.
- Deutscher Jagdschutzverband
- Deutscher Schützenbund
- TIRO Deutscher Verband für Jagdparcoursschießen der F.I.T.A.S.C. e. V.
- First European Trap-Union e. V. Kontakt in Europa für die amerikanischen (ATA) und englischen (CPSA) Trapdisziplinen
- Zahlreiche Infos für Flintenschützen
- Zahlreiche Infos für Flintenschützen, Trap, Skeet, Parcours, Jungjäger

#### Österreich
- ASF AUSTRIA SPORTSCHÜTZEN FACHVERBAND Wurfscheibe und Kombination

#### Schweiz
- Swiss Clay Shooting Federation